# غراهام سميث (لاعب كريكت بريطاني)
غراهام سميث (21 أغسطس 1950 في المملكة المتحدة - 12 أكتوبر 2012 في المملكة المتحدة) (بالإنجليزية: Graham Smith)‏ هو لاعب كريكت بريطاني. لعب مع نادي مقاطعة دورهام للكريكت ‏.

## وصلات خارجية
- غراهام سميث على موقع إي آس بي آن كريك إنفو (الإنجليزية)